# Mridula Warrier
Mridula Warrier (también conocida como Mridula Varier, en malayalam മൃദുല വാര്യര്‍) (n. 3 de mayo de 1988 en Kozhikode, Kerala), es una cantante de playback india. Su carrera como cantante de playback comenzó tras interpretar para una película malayalam titulada, Big B, en el 2007. Ella también ha cantado temas musicales para películas del cine Tamil y Kannada. Ella fue la primera finalista de Idea Star Singer en el 2010.

## Biografía
Mridula es hija de P.V. Ramankutty Varier y M. T. Vijayalakshmy, ella nació en Kozhikode, el 3 de mayo de 1988. Cuando contaba con unos cuatro años de edad, comenzó en aprender música y participó en varios concursos de música con su hermano Jaideep Varier. Completó su licenciatura en Ingeniería Electrónica en el  K.M.C.T College of Engineering en Kozhikode. Ella se casó con el Dr. Arun Warrier, el 7 de enero de 2013. El Dr. Arun ejerce su profesión como profesor asociado en el "Parasinikadavu Ayurveda Medical College".

## Discografía[3]

### En malayalam
| Año  | canción                   | Película                     | Música              | Co-intérpretes      |
| ---- | ------------------------- | ---------------------------- | ------------------- | ------------------- |
| 2014 | Ee Mizhikalin             | Ormayundo Ee Mugham          | Shaan Rahman        | Vineeth Sreenivasan |
| 2014 | Mazhathornnoru Ponkinavin | Ennu Swantham Elanjikkavu PO | Parthasaradhi       | Vijay Yesudas       |
| 2014 | Nanamulla Kannil          | Mithram                      | K A Latheef         | Najim Arshad        |
| 2014 | Kaithappoo Madathe        | Mizhi Thurakku               | M. Jayachandran     | Solo                |
| 2014 | Kulirumma Nalki Ean       | Day Night Games              | Jinosh Antony       | Karthik             |
| 2014 | Assalumundiriye           | Polytechnic                  | Gopi Sunder         | Vineeth Sreenivasan |
| 2014 | Kanmaniye Nee Chirichaal  | Garbhasreeman                | Ouseppachan         | Solo                |
| 2014 | Minnum Neelakannineyo     | Ulsaha Committe              | Bijibal             | Kabeer              |
| 2014 | Mazhayil Nirayum          | Parankimala                  | Afzal Yusuf         | Najim Arshad        |
| 2014 | Manjin Kurumbu            | Alice a True Story           | Bijibal             | Solo                |
| 2014 | Kashmeerile Rojapoove     | Salaam Kashmier              | M Jayachandran      | M Jayachandran      |
| 2013 | Oru Mezhuthiriyude        | Vishudhan                    | Gopi Sunder         | Shahabaz Aman       |
| 2013 | Moolivarunna              | Nadan                        | Ouseppachan         | Sreeram             |
| 2013 | Pookaitha Chendupol Oru   | Good Bad & Ugly              | M.G.Sreekumar       | Sachin Warrier      |
| 2013 | Aliveni churulveni        | Kadhaveedu                   | M. Jayachandran     | Madhu Balakrishnan  |
| 2013 | Parayatha Vaakin          | Mugham Moottikal             | Prem Kumar Vatakara | P. Jayachandran     |
| 2013 | Ee Veiyil Kaalam          | Mukham Moottikal             | Prem Kumar Vatakara | Solo                |
| 2013 | Mazhaye thoomazhaye       | Pattam pole                  | M. Jayachandran     | Haricharan          |
| 2013 | Lalee lalee               | Kalimannu                    | M. Jayachandran     | Sudeep Kumar        |
| 2013 | Illathalam Kaimarumbol    | God for Sale                 | Afzal Yusuf         | P. Jayachandran     |
| 2013 | Aalolam thenolum          | Ithu Pathiramanal            | Afzal Yusuf         | Najim Arshad        |
| 2013 | Vaanam chuttum megham     | Up & Down: Mukalil Oralundu  | M. Jayachandran     | Vijay Yesudas       |
| 2012 | Chenthaamara theno        | 916                          | M. Jayachandran     | Haricharan          |
| 2012 | Kannanthali Kaaviley      | Ezham Sooryan                | M. Jayachandran     | Nikhil              |
| 2012 | O marimayan kaviyalle     | Ivan Megharoopan             | Sharreth            | Krishnachandran     |
| 2007 | Oh Maariya                | Goal                         | Vidyasagar          | Job Kuriyen         |
| 2007 | Oru Vakkum Mindathey      | Big B                        | Alphonse Joseph     | Alphonse Joseph     |

### En kannada
| Año  | Canción             | Película         | Música     | Co-intérprete |
| ---- | ------------------- | ---------------- | ---------- | ------------- |
| 2014 | Every night and day | Mandya To Mumbai | Charan Raj | Haricharan    |

### Próximos proyectos
| Película                | Composición    |
| ----------------------- | -------------- |
| Green Apple             | Ouseppachan    |
| Ee Yathrayil            | Afzal Yusuf    |
| Mylanchi Monjulla Veedu | Afzal Yusuf    |
| Untitled Project        | Afzal Yusuf    |
| Oru New Generation Pani | Prakash        |
| Saradhi                 | Gopi Sunder    |
| Tamil Movie             | Gopi Sunder    |
| Untitled Project        | Gopi Sunder    |
| Tamil Movie             | Chandrachoodan |
| Tamil Movie             | Unknown        |
| Untitled Project        | Domenic        |

### Álbumes
| Año  | Álbum                  | Canción                   | Co-intérprete   | Música                       | Letras                 |
| ---- | ---------------------- | ------------------------- | --------------- | ---------------------------- | ---------------------- |
| 2014 | Sparsam-God Album      | Kanmani Vaayo Kanmani Nee | Solo            | Fr.Shinto Edassery CST       | Fr.Shinto Edassery CST |
| 2014 | Onam with Eenam        | Kanavilum Kanavilumraasa  | Jaideep Warrier | Rajesh Raman                 | G.Nisikanth            |
| 2014 | Akale                  | Aaro Etho Raavil          | Najim Arshad    | Jithin J Menon               | Jithin J Menon         |
| 2014 | Maayathe               | Thaanirangumo Pranayame   | Najim Arshad    | Ronnie Raphael               | Joboy Olattupuram      |
| 2014 | Shruthinandanam        | Aduadu Aduadu             | G. Venugopal    | Deepankuran                  | Unknown                |
| 2014 | Kannaente Munnil       | Parvanamem                | Solo            | Lalu Sukumaran               | Ushanth Thavath        |
| 2014 | Symphony of Love       | Kavitha Moolunna Thooval  | Solo            | Michaell Jose                | Michael Jose           |
| 2014 | Kalabhacharthu         | Ida Nenchileriyunna       | Solo            | Perumthuruthu Madhv          | Unknown                |
| 2014 | Kalabhacharthu         | Kalabhacharthaniyuma      | Solo            | Perumthuruthu Madhv          | Unknown                |
| 2014 | Njanum Neeyum          | Nizhalum Nilavum          | Vijay Yesudas   | Suresh Vasudev               | Rajesh Kanjirampara    |
| 2014 | Thozhukayyode          | Ayi Girinandini           | Solo            | Santhosh Varma               | East Coast Vijayan     |
| 2014 | Thozhukayyode          | Adharam Madhuram          | Solo            | Santhosh Varma               | East Coast Vijayan     |
| 2014 | Thozhukayyode          | Harinarayana Govinda      | Solo            | Santhosh Varma               | East Coast Vijayan     |
| 2014 | Kadaksham              | Amme Churakulangara       | Solo            | Sarath Mohan                 | Sarath Mohan           |
| 2014 | Kadaksham              | Eka Devi                  | Solo            | Sarath Mohan                 | Sarath Mohan           |
| 2014 | Pranayaraagam          | Unknown                   | Solo            | Anshad Thrissur              | Jaleel K Bava          |
| 2014 | Amen                   | Kannerunangiya            | Solo            | Nelson Peter                 | Unknown                |
| 2014 | Pranayam Ee Sangeetham | Unknown                   | Solo            | Sarath Mohan                 | Sarath Mohan           |
| 2013 | En Naadhane            | Maanathoru                | Solo            | Sarath Mohan                 | Sarath Mohan           |
| 2013 | Mazhanilavu            | Unknown                   | Najim Arshad    | Afzal Yusuf                  | Asha Sabeena           |
| 2013 | Light MusicDoordarshan | Manasiinte Manathu        | Reju Joseph     | Perumbavoor G. Raveendranath | Chittoor Gopi          |
| 2013 | Light MusicDoordarshan | Aadhya Mazha Thumba       | Solo            | Perumbavoor G. Raveendranath | P. K. Gopi             |
| 2013 | Light MusicDoordarshan | Thrikkakara Appante       | Reju Joseph     | Perumbavoor G. Raveendranath | Thankan Thiruvattar    |